# Epeolus alpinus
Epeolus alpinus ist eine Biene aus der Familie der Apidae. 

## Merkmale
Die Bienen haben eine Körperlänge von 6 bis 7 Millimetern. Der Körper der Weibchen ist überwiegend schwarz gefärbt, ihre Mandibeln, Calli, das Schildchen (Scutellum) und die Beine sind rot. Der Kopf und das Mesonotum sind lang abstehend behaart. Dem Mesonotum fehlen markante weiße Haarflecken. Das erste und zweite Tergit haben zwei, das dritte und vierte vier breite, nahezu rechteckige, aber schlecht abgegrenzte Haarflecken. Die Fühlerglieder sind länger als breit. Die Stirn und das Schildchen haben glänzende Zwischenräume zwischen den Punkten. Das fünfte Sternit ist im Profil betrachtet flach. Die Männchen haben einen schwarzen Körper, bei dem die Mandibeln, die Tegulae, die Schienen (Tibien) und Tarsen rot sind. Der Kopf und das Mesonotum ist wie beim Weibchen abstehend lang behaart, Letzterem fehlen jedoch die Haarflecken. Das erste Tergit ist nahezu vollständig mit weißen Filzhaaren bedeckt. Das siebte Tergit ist schwarz. Das vierte und fünfte Sternit sind hellgelb. Die Stirn und das Schildchen haben wie beim Weibchen glänzende Zwischenräume zwischen den Punkten.

## Vorkommen und Lebensweise
Die Art ist in Spanien, den Alpen und an den Küstengebieten der Nord- und Ostsee verbreitet. Die Tiere fliegen von Ende Juni bis Anfang August. Sie parasitieren Colletes impunctatus und Colletes floralis

## Belege
Felix Amiet, M. Herrmann, A. Müller, R. Neumeyer: Fauna Helvetica 20: Apidae 5. Centre Suisse de Cartographie de la Faune, 2007, ISBN 978-2-88414-032-4.